# Ceratophaga vastella
Espèce
Ceratophaga vastella, ou en anglais Horn Moth (la « mite des cornes ») est une espèce de teigne de la famille des Tineidae. Elle est remarquable par la capacité de ses larves à se nourrir de la kératine des cornes et des sabots des cadavres d'ongulés, et occasionnellement de fruits ou de champignons desséchés. La kératine, une protéine qui forme la peau, les cheveux, les ongles et les plumes, est extrêmement résistante à la protéolyse par les enzymes des microorganismes tels que les champignons ou les bactéries.

## Distribution
C. vastella est largement répandue dans l'écozone afrotropicale. À l'heure actuelle, 16 espèces du genre ont été décrites, dont douze en Afrique, trois en Asie et une, C. vicinella (en), qui se nourrit des carapaces de la Gophère polyphème, une tortue du sud-est des États-Unis, ainsi que de cornes de bétail.

## Description

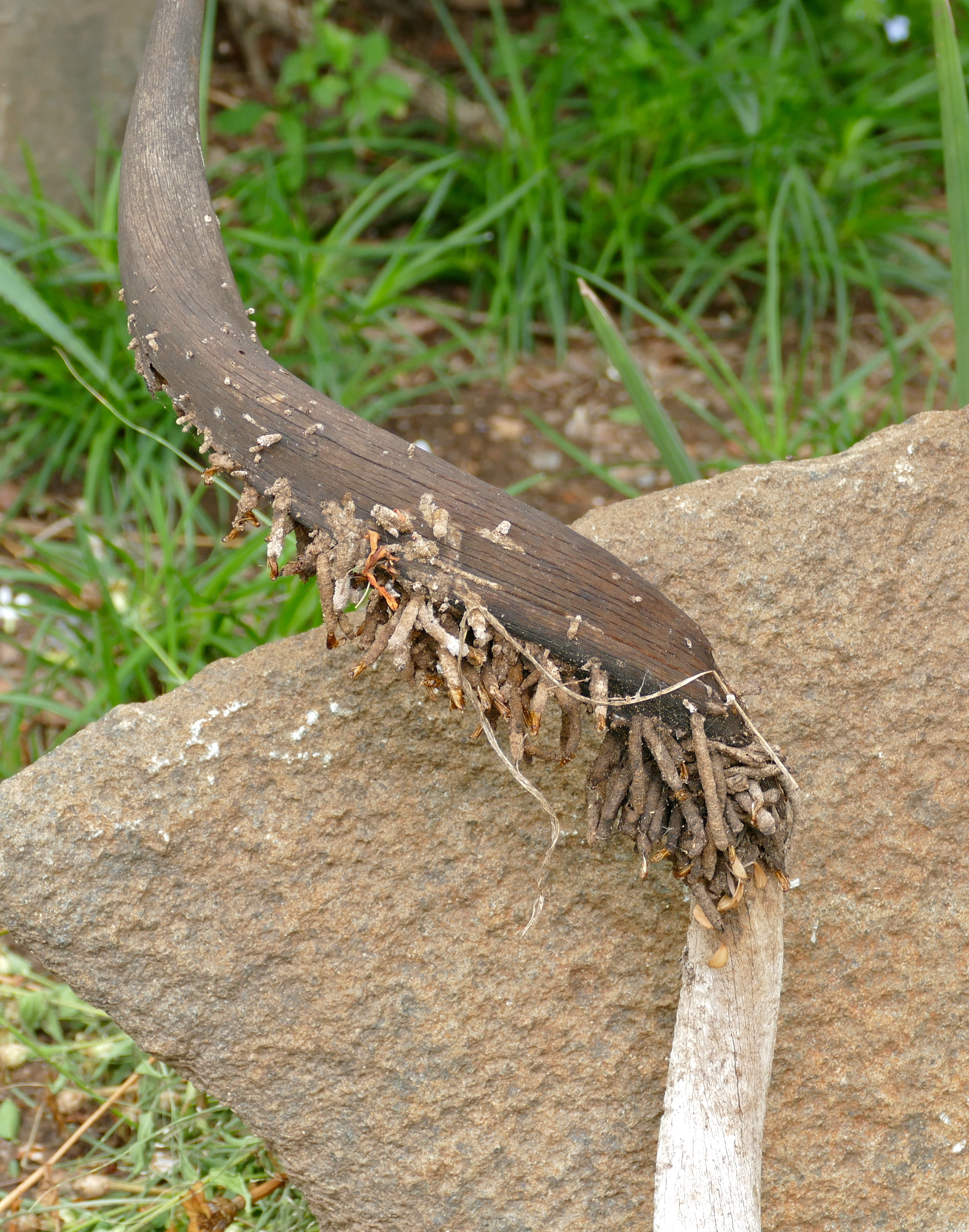
Coques de larves de Ceratophaga vastella sur des cornes de Grand koudou (Parc national Kruger, Afrique du Sud)

Les larves sont de couleur crème, épaisses, avec la tête et le bout de l'abdomen bruns. Leurs coques sont habituellement visibles à la surface des vieilles cornes. L'adulte est une teigne typique, avec une touffe de poils jaunes sur la tête. D'autres Tineidae partagent le régime alimentaire de C. vastella à base de kératine, de peau et de laine séchées : C. ethadopa (Meyr.), Monopis rejectella (Wlk.), Tinea pellionella (en) et la mite des vêtements Tineola bisselliella,.

## Comportement
Selon l'entomologiste Thomas de Grey (1843-1919), les larves de C. vastella peuvent parfois être découvertes dans les cornes d'animaux vivants

« Mr. Haliday a fait quelques remarques au sujet de deux paires de cornes d'antilopes présentées à la réunion par J. M. Neligan, M.D. Ces cornes, appartenant, une paire à Oreas canna (pi. i., fig. 3), l'autre à Kobus ellipsiprymnus, avaient été rapportées de Gambie par J. Fitzgibbon, Esq., M.D., qui les avait achetées à des indigènes sur un marché de l'île MacCarthy, frappé de leur apparence, car elles étaient perforées par des vers installés dans leurs coques, qui sortaient abondamment à la surface des cornes, bien que celles-ci eussent été prises sur des animaux fraichement tués, leur sang n'ayant pas encore séché quand elles furent apportées au marché. Le point le plus remarquable était cette preuve que les cornes avaient été infestées alors que les animaux était encore vivants. Comme la substance fibreuse des cornes subit peu ou pas du tout de changements au moment de la mort, il ne semble pas y avoir de raison pour que la mite ne dépose pas des œufs lorsque l'animal est au repos, ni pour que la larve ne puisse pas pénétrer dans la corne ; mais la question doit être considérée comme encore à trancher. »

— Thomas de Grey, 6th Baron Walsingham - Micro-Lepidoptera
Zeller et Roland Trimen ont exprimé leurs doutes sur ces larves qui se nourriraient des cornes d'animaux vivants, et leur point de vue a été soutenu par le Lieutenant-Colonel Wenman Coke (en), un soldat et chasseur. Thomas de Grey écrit aussi : « J'ai dans ma propre collection une paire de cornes de Kobus ellipsiprymnus percées par les larves de cette espèce, la substance de la corne elle-même ayant été visiblement perforée en plusieurs endroits jusqu'à un quart de leurs bases. » Une claire suggestion que les larves ne se cantonnent pas à la kératine, mais s'aventurent aussi dans la partie osseuse de la corne.

## Synonymes
- Euplocamus (Scardia) vastellus Zeller, 1852
- Tinea vastella Auct.
- T. gigantella Stainton, 1860
- T. lucidella Walker, 1863